# 赫門冰隆
赫門冰隆（英語：Hemmen Ice Rise）是南極洲的冰隆，距離伯克納島西北端17公里，長18公里、寬2至4公里，面積約55平方公里，在1957年由美國海軍繪入地圖，現時由南極條約體系管理。